# Croton (genre)
Pour les articles homonymes, voir Croton.
Genre
Synonymes
Voir le texte
Croton  est un genre de plantes à fleurs de la famille des Euphorbiaceae. Ce sont des arbres, des arbustes et des plantes herbacées . C'est l'un des plus vastes genres parmi les Angiospermes, regroupant 2 216 espèces, soit environ 0,5 % de toutes les plantes à fleurs. Ce genre se distingue par sa remarquable variété de formes, allant des herbes, aux arbustes et aux arbres.Ses espèces sont présentes dans toutes les régions tropicales et subtropicales du monde. L'espèce la plus connue de ce genre est probablement Croton tiglium, le croton cathartique, originaire de l'Asie du Sud-Est.
Les plantes du genre Croton ne doivent pas être confondues avec les crotons des horticulteurs, de l'espèce Codiaeum variegatum.
Ce genre a été décrit en 1753 par le naturaliste suédois Carl von Linné (1707-1778). Le nom du genre vient du grec « Kroton » (κρότος (krótos)), qui signifie « tique », à cause de la ressemblance des graines à des tiques. 
En classification phylogénétique APG III (2009) comme en classification classique de Cronquist (1981), il est assigné à la famille des Euphorbiaceae.

## Description
Les plantes du genre Croton présentent une grande diversité morphologique. Ce sont des arbustes ou des arbres pouvant posséder un latex coloré. Leurs feuilles sont alternes, peuvent être simples ou composées, sont entières, dentées ou parfois lobées, avec des formes allant d'ovales à lancéolées. Une caractéristique distinctive est la présence de glandes laminaires basales (glandes nectarifères situées à la base du limbe ou au sommet du pétiole). Pour la plupart des espèces, le limbe de leurs feuilles est pourvu de poils « peltés ». Le point d’insertion de ces derniers se trouve en leur centre ce qui leur donne la forme typique d’une pelote ou encore d’étoile. Leurs fleurs, petites unisexuées, sont disposées en inflorescences terminales ou axillaires. Les Croton présentent des fruits en capsule de 2-3 à 4 loges, ayant 1 graine chacune.

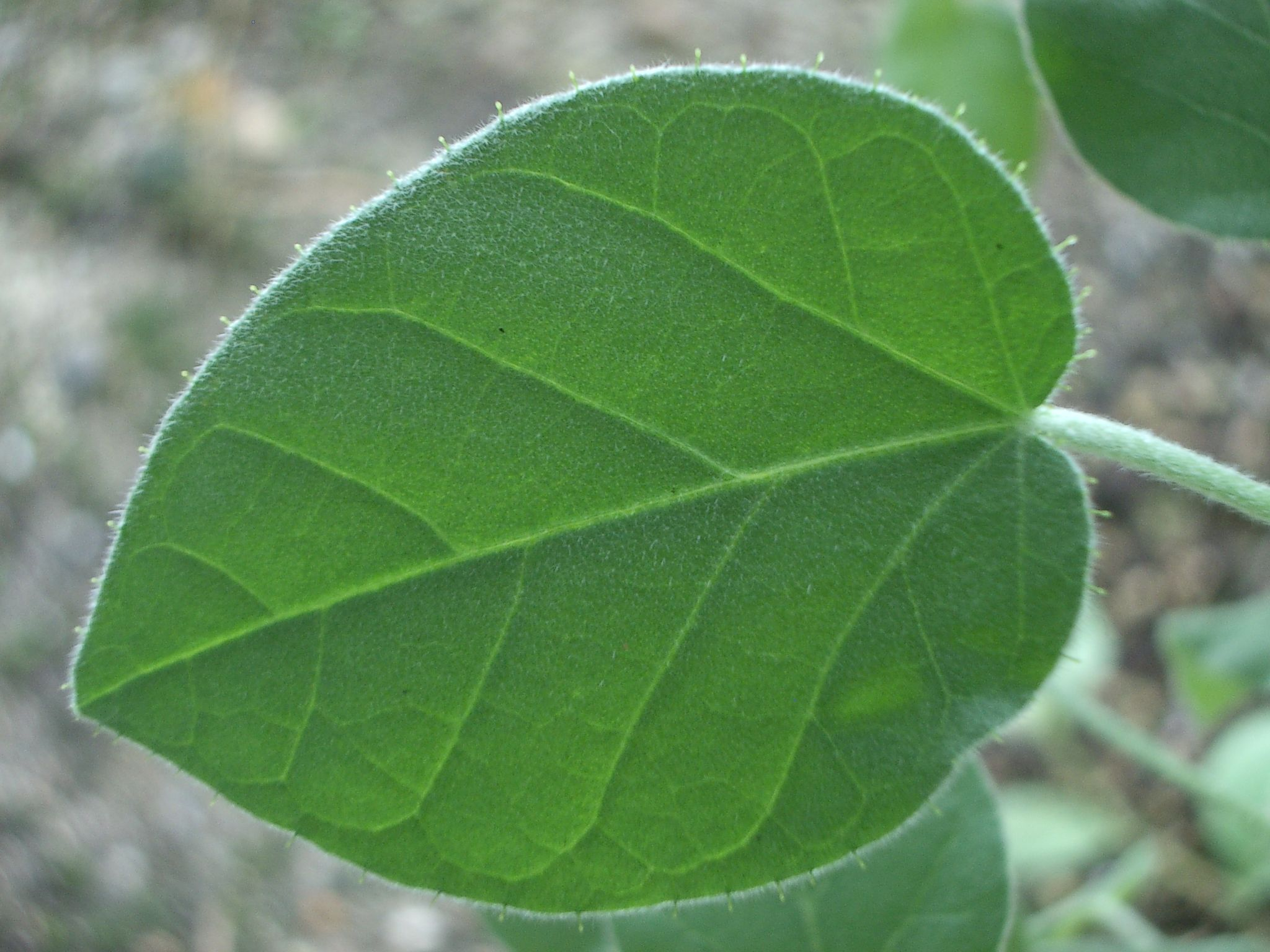
Une feuille de Croton ciliatoglandulifer.
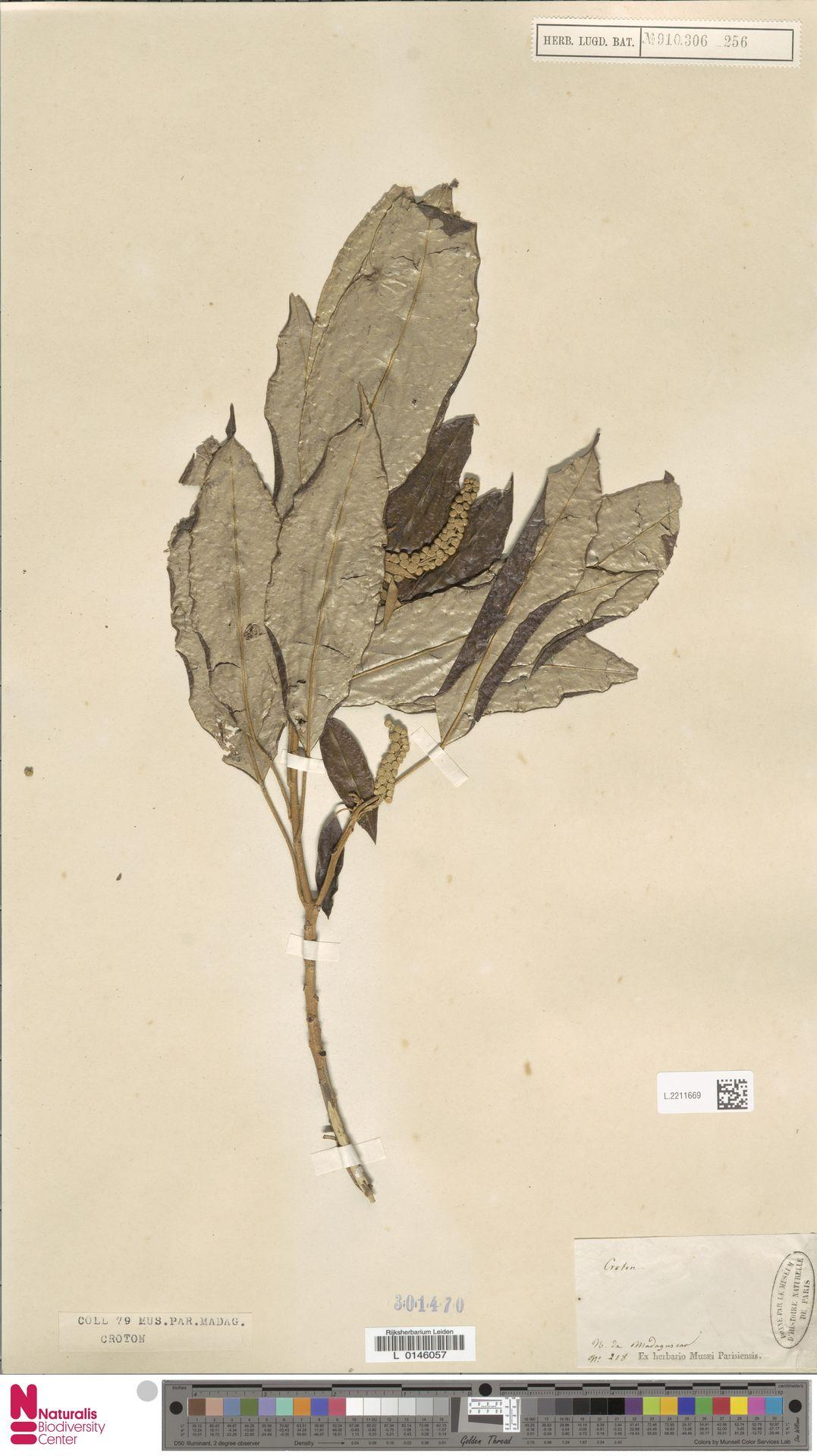
Croton argyrodaphne.

## Taxonomie et diversité
La taxonomie du genre Croton est complexe et en constante évolution. Il comprend 2 216 espèces dans le monde, dont 1 173 espèces acceptées, 890 actuellement en synonymie et 153 espèces non vérifiées. Il s'agit du deuxième plus grand genre de la famille des Euphorbiaceae, après Euphorbia. Les espèces sont réparties en plusieurs sections et sous-sections, basées sur des caractéristiques morphologiques. La distribution géographique du genre dans les en régions tropicales et subtropicales est vaste, couvrant principalement les régions d’Amériques du sud, de l'Afrique, de l'Asie et des îles du Pacifique. Cette large répartition a contribué à la grande diversification du genre, avec de nombreuses espèces endémiques adaptées à des écosystèmes spécifiques,.

## Habitat
Les Croton occupent une variété d'habitats, allant des forêts tropicales humides aux zones arides et semi-arides. Certaines espèces jouent un rôle écologique important en tant que espèce pionnières dans la re-colonisation des zones perturbées. De nombreux Croton sont également des plantes hôtes essentielles pour divers insectes, notamment des lépidoptères. Par exemple, le Croton floribundus au Brésil est connu pour héberger plusieurs espèces de papillons. La relation entre les espèces de ce genre et leur environnement est souvent complexe, impliquant des interactions avec les pollinisateurs, les herbivores et les micro-organismes du sol,,.

## Utilisation

### Usages traditionnels
Les Croton ont une longue histoire d’utilisation dans les médecines traditionnelles à travers le monde. L'huile réalisée à partir de Croton tiglium, par exemple, a été utilisée en Asie pour ses propriétés purgatives puissantes. En Amazonie, le "sang-dragon", une résine rouge extraite du Croton lechleri, est employé pour ses propriétés cicatrisantes et anti-inflammatoires. D'autres espèces sont utilisées localement pour traiter divers maux, allant de la fièvre aux problèmes digestifs. Certains Croton sont également utilisés dans des rituels traditionnels ou comme source de teintures naturelles grâce à leur résine.

### Applications modernes
Dans le monde moderne, les Croton trouvent des applications variées. Dans l'industrie, certains Croton sont étudiés pour leur potentiel comme source de biocarburants, en raison de la haute teneur en huile de leurs graines. L'industrie cosmétique et la parfumerie s'intéresse également aux huiles essentielles extraites de diverses espèces de Croton pour leurs propriétés aromatiques et leurs potentiels bénéfices pour la peau.

### Composés chimiques
Les Croton sont riches en composés chimiques bioactifs, ce qui explique leur large utilisation en médecine traditionnelle et leur intérêt pour la recherche pharmaceutique moderne. Parmi les composés importants, on trouve des alcaloïdes, des terpénoïdes, des flavonoïdes et des huiles essentielles. Le crotine, un alcaloïde toxique, est présent dans certaines espèces comme le Croton tiglium. D'autres composés, comme le taspine trouvé dans le Croton lechleri, montrent des propriétés anti-inflammatoires et cicatrisantes prometteuses. La diversité chimique au sein du genre offre un vaste champ d'exploration pour la découverte de nouveaux composés pharmaceutiques.

## Enjeux de conservation
Plusieurs espèces de Croton font face à des menaces de conservation, principalement en raison de la destruction de leur habitat naturel et de la surexploitation. La déforestation dans les régions tropicales les affecte particulièrement. Certaines espèces endémiques, a cause de leur distribution restreinte sont particulièrement vulnérables. Par exemple, le Croton alienus, endémique du Kenya, est classé comme en danger critique d'extinction par l'UICN. La surexploitation de certaines espèces pour leurs propriétés médicinales, comme le Croton lechleri, pose également des défis de conservation. Ou encore, le Croton cordatulus, endémique de l’archipel de la Nouvelle-Calédonie, est menacé par l’activité minière. Des efforts sont nécessaires pour développer des stratégies de gestion durable et de conservation in situ et ex situ pour les espèces menacées.

### Recherches en cours
Les recherches actuelles sur le genre Croton sont multidisciplinaires. Des études taxonomiques continuent d'affiner la classification du genre, utilisant des techniques de génétique moléculaire pour clarifier les relations entre les espèces. Dans le domaine médical, des recherches approfondies sont menées sur les propriétés pharmacologiques de diverses espèces, cherchant à isoler et à caractériser de nouveaux composés bioactifs. L'étude du potentiel des Croton comme source de biocarburants est un domaine en pleine expansion, avec des recherches sur l'optimisation de la production d'huile et l'amélioration des techniques d'extraction. Des études écologiques examinent également le rôle des Croton dans les écosystèmes et leur réponse aux changements climatiques.

## Liste des espèces

### Espèces notables
Parmi les espèces les plus connues, le Croton tiglium se distingue par son huile aux puissantes propriétés purgatives, utilisée avec précaution en médecine traditionnelle. Le Croton lechleri, surnommé "sang-dragon" pour sa sève rouge, est célèbre pour ses propriétés médicinales en Amazonie. Le Croton eluteria, originaire des Caraïbes, est la source de la cascarille, une écorce aromatique utilisée en parfumerie. D'autres espèces, comme le Croton megalocarpus en Afrique sont étudiées pour leur potentiel en biocarburants, tandis que des espèces ornementales comme le Croton variegatum sont populaires en horticulture pour leur feuillage coloré.

## Référence & Bibliographie
1. 1 2 3 4  McPherson, G., Tirel, C., La Flore de la Nouvelle-Calédonie et Dépendances 14 – Euphorbiaceae, Paris., Muséum national d’Histoire naturelle, 1987
2. ↑  (en) Angiosperm Phylogeny Group, « An update of the Angiosperm Phylogeny Group classification for the orders and families of flowering plants: APG III », Botanical Journal of the Linnean Society, Wiley-Blackwell, Linnean Society of London et OUP, vol. 161, no 2,‎ 8 octobre 2009, p. 105–121 (ISSN 0024-4074 et 1095-8339, DOI 10.1111/J.1095-8339.2009.00996.X).
3. ↑  (en) Arthur Cronquist, An Integrated System of Classification of Flowering Plants, New York, CUP, 1981 (ISBN 0-231-03880-1, OCLC 1136076363, LCCN 80039556, lire en ligne).
4. ↑  « WFO Plant List | World Flora Online », sur wfoplantlist.org (consulté le 2 décembre 2024)
5. ↑  « Plantes et botanique : Famille des Euphorbiaceae », sur Plantes et botanique, 27 mai 2020 (consulté le 2 décembre 2024)
6. 1 2  « Endemia.nc », sur endemia.nc (consulté le 2 décembre 2024)
7. ↑  (en) « Croton L. | Plants of the World Online | Kew Science », sur Plants of the World Online (consulté le 2 décembre 2024)
8. 1 2  BioLib, consulté le 6 février 2018.